# Aphrophora harmandi
Aphrophora harmandi är en insektsart som beskrevs av Victor Lallemand 1924. Aphrophora harmandi ingår i släktet Aphrophora och familjen spottstritar. Inga underarter finns listade i Catalogue of Life.